# Cathédrale Saint-Donatien de Bruges
L'ancienne cathédrale Saint-Donatien de Bruges, ou cathédrale Saint-Donat, était un édifice religieux catholique de style roman carolingien sis à Bruges dans les Pays-Bas méridionaux. Construite aux Xe et XIIIe siècles, l'église Saint-Donatien devint cathédrale du diocèse de Bruges lorsque le diocèse fut érigé en 1559. L'édifice a été entièrement détruit durant l'occupation révolutionnaire française des Pays-Bas méridionaux.

## Histoire

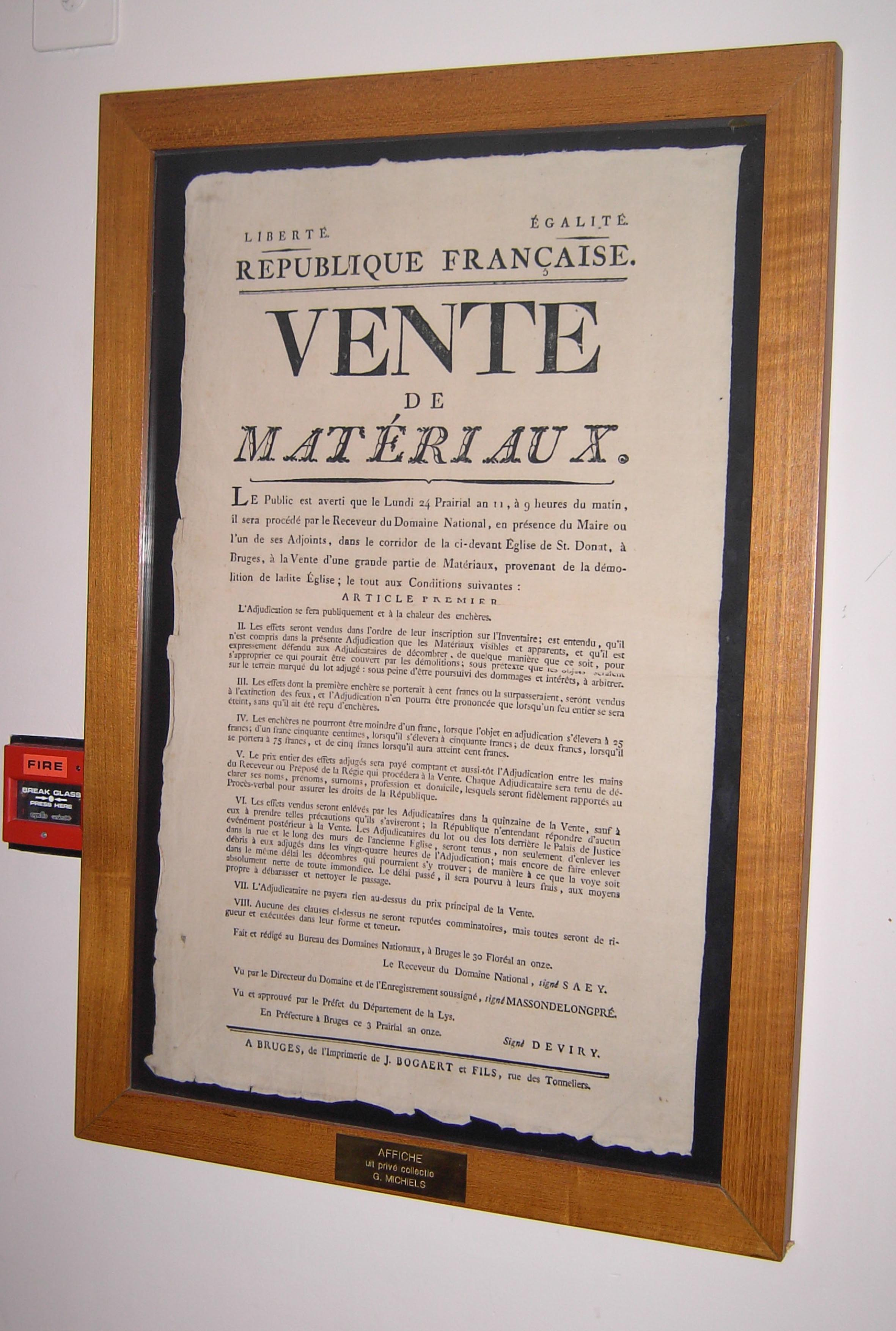
Avis de vente des matériaux provenant de l'église Saint-Donatien.

Au Xe siècle, le comte Arnoul Ier de Flandre remania profondément l'ancien château féodal de Bruges. Il l'agrandit, l'entoura d'un haut mur de pierre et y construisit une église.
Cette église dédiée à saint Donatien reprenait le plan octogonal de la chapelle palatine d'Aix-la-Chapelle. En adoptant ce plan « impérial », Arnoul s'affirmait comme l'un des princes les plus puissants dans cette partie de l'Europe et rappelait qu'il descendait de Charlemagne par sa grand-mère paternelle.
Détruite par un incendie en 1184, l'église carolingienne du comte Arnoul fut remplacée par une église romane, remaniée à la fin du Moyen Âge dans le style gothique.
Lorsque Bruges devint en 1559 le siège d'un évêché, l'église Saint-Donatien fut promue cathédrale. Elle ne survécut pas à l'occupation révolutionnaire française. Le bâtiment fut vendu comme bien national, ses œuvres d'art furent dispersées et elle fut démolie en 1799-1800. Les démolisseurs connurent d'ailleurs bien des difficultés et une foule de badauds suivait les épisodes spectaculaires de leur entreprise.
En 1834, le diocèse de Bruges est rétabli par le pape Grégoire XVI. L'église Saint-Sauveur est alors choisie comme nouvelle cathédrale.

## Personnalités
- Le 2 mars 1127, Charles le Bon, comte de Flandre, a été assassiné dans l'église Saint-Donatien[2].
- Le peintre Jan van Eyck, mort à Bruges en 1441, y fut enterré.

## Aujourd'hui

### Œuvres d'art
Les œuvres d'art suivantes, se trouvant au Groeningemuseum de Bruges, proviennent de l'ancienne cathédrale :
- Jan van Eyck, La Vierge au chanoine Joris Van der Paele, 1436
- Maître du Saint-Sang, La Vierge à l'Enfant avec sainte Catherine et sainte Barbe, v.1520-1525.

### Vestiges
Seuls une maquette de pierre bleue et un plan du tracé des murs sur la Place du Bourg rappellent l'église carolingienne. Les impressionnantes fondations du chœur de l'église romane de la fin du XIIe siècle sont visibles dans les sous-sols aménagés d'un hôtel sur la Place du Bourg. La cathédrale fermait la place du Bourg sur le côté nord.